# سیارک ۱۹۷۵۴
سیارک ۱۹۷۵۴ (به انگلیسی: 19754 Paclements، نامگذاری:2000CG95) نوزده هزار و هفتصد و پنجاه و چهارمین سیارک کشف شده‌است که در ۸ فوریه ۲۰۰۰ کشف شد.
قدر مطلق سیارک برابر ۱۵.۵ است.